# お天気お姉さん (2013年のテレビドラマ)
『お天気お姉さん』（おてんきおねえさん）は、テレビ朝日系列の『金曜ナイトドラマ』枠（毎週金曜日23:15 - 翌0:15、JST）で2013年4月12日から6月7日まで放送された日本のテレビドラマ 。主演は武井咲。
放送時のオープニングタイトルには「THE WEATHER GIRL KNOWS」という英語の副題が付く。
武井が演じるのは、朝の情報番組でお天気キャスターを務める「お天気お姉さん」にして、無愛想で「爆弾低気圧女」とあだ名される気象予報士で、彼女が天気の知識を元に様々な事件を解決して行くという推理ドラマである。全編大石静脚本によるドラマオリジナル作品であり、安達哲による同名の漫画やそのドラマ化作品との関連はない。

## 企画・制作
放送年（2013年）頃、ゲリラ豪雨、超大型台風といった異常気象への関心が高まっていたことを背景に、天気についての要素をミステリーに取り入れた新感覚の謎解きドラマを目指して制作された。大石静が金曜ナイトドラマ枠で脚本を書くのは本作が初である。
また本作では、日本のテレビでは一般的に視聴者やスタッフに愛される親しみやすい雰囲気の若い女性が笑顔で天気予報を伝えるイメージの強い「お天気お姉さん」に、無愛想で傍若無人かつ周囲とのコミュニケーションも上手くないキャラクターを当て、ミステリアスな孤高の存在として描く。これを体現する晴子の服装については、当初は男っぽいイメージの格好をさせるはずだったが、「武井が何を着ても愛らしくなる」ため、編み上げブーツのみにその要素を残して実際の放送のような形に落ち着いた。黒いポンチョには雨合羽やてるてる坊主のイメージ、占術で天候を予想する陰陽師のような「魔女っぽい雰囲気」が意識されている。
制作は2013年3月中旬ごろから台本の読み合わせが開始され、4月2日に制作発表記者会見を行った。6月4日に全ての撮影を終了している。
撮影においては、気象ミステリーの重要な要素となる自然現象の表現で、デフォルメを加えて面白く見せるため、CGと本物を混ぜて自然に見せる工夫をしている。
また、晴子が天気予報のロケをする場所には、テレビ朝日本社の1階前広場などが使用されている。『週刊現代』のコラムに書かれた関係者の話によれば、撮影場所としてはこのほかにも同社社屋内が多用されており、スタッフルームを2階の営業部を使って撮影したり、廊下部分や屋上などを活用している。これによってロケ代などのコストを削減、予算を同時期放送の『ガリレオ』（第2シーズン・フジテレビ）の3分の1程度に抑えているにもかかわらず、ゴールデンタイムのドラマに匹敵する視聴率を獲得することができているという。
このほかのロケ地としては、晴子の下宿先と設定された佃島周辺の風景や、日立目白クラブ（ドラマ内の気象図書館外観ロケ地・東京都選定歴史的建造物）、足柄森林公園 丸太の森（第2話）、アートヴィレッジ大崎セントラルタワー（第3話）、ホテルカデンツァ光が丘、円海山メモリアル（第5話）、城西大学（第8話）などが使われている。

## 放送
系列局により放送時間に変更がある。ABCテレビでは23:17より『探偵!ナイトスクープ』などが放送されているため、金曜24:24（JSTでは土曜日0:24）よりの開始となる。
テレ朝動画による放送終了後の有料見逃し配信も行われている。

## あらすじ
詳細は#エピソードリストを参照
上司からゆとり世代扱いされている警視庁捜査一課の新人刑事・青木豪太はある日の捜査中、事件と気象との関わりを指摘する気象予報士・安倍晴子と出会う。晴子はテレビ太陽の朝の情報番組『モーニングZ』のお天気キャスター（お天気お姉さん）に採用され、無表情で天気予報を伝える姿が受けて一躍人気者になる。豪太は晴子の下宿先であり彼女の知人である蜜代がママを務めるスナック「蜜の味」に事件をたびたび持ち込み、晴子は豪太や、彼女の熱狂的なファンとなった監察医・三雲三平とともに、気象が関わる事件の謎を次々と解いてゆく。
物語は事件の謎解きを毎週一話完結形式で描き、晴子が大気の逆転層や収れん火災、気候急変による高温下の凍死といった、気象現象が関わる事件のトリックやアリバイを崩してゆくことにより、解決に導くという流れである。
その中で、第3話から第7話にかけては、晴子の人気上昇によってライバル関係となる番組共演者のエリート女子アナ・橋本茜がストーカーに追い詰められてゆくサブエピソードが同時に進行し、雷をテーマとしたエピソードをもって解決を迎える。第7話からは三雲三平と蜜代の関係も明かされ、彼らと過去に色恋沙汰を演じた科学者・天川聡が「最終章」と銘打った第8話・最終話に登場し、行方不明の女子大生のミイラ死体をめぐる事件で晴子と対決する。
ラストにかけては晴子が気象予報士を目指すきっかけとなった父の死のエピソードが明かされる。また後半は豪太が晴子に思いを寄せるようになるが、恋をしているという自覚に乏しい豪太は積極的なアプローチをせず、三雲の応援で告白しようとするも、当の晴子は三雲に恋をしていることが発覚し、結局晴子も豪太も失恋してしまうが、再び協力して謎解きをしてゆくことを匂わせる結末となっている。

## 登場人物
人物の名前については、公式サイトキャストページ、および放送と見逃し配信で確認できる名前を元とする。

### 主要人物
安倍 晴子（あべ はるこ）
演 - 武井咲（少女期：山田萌々香）
朝の情報番組『モーニングZ』のお天気キャスター。史上最年少記録となる11歳で気象予報士試験に合格した天才気象予報士。過去の異常気象や気象に関する学問に精通し、その天気予報は百発百中を誇る。無表情で淡々と天気を予報する姿が受けて番組の掲示板で話題となり、「爆弾低気圧女」とあだ名されて熱心なファンを得る。匿名掲示板では性的な視線までも含んださまざまな評判を受け、オタク的な追っかけもいる。
静岡県焼津市の漁師の家に生まれる。母親は晴子が生まれた直後に亡くなり、天候や魚群の位置が読める天才漁師だった父親（演：久ヶ沢徹）も一回の天候の読み間違いで爆弾低気圧に遭い、乗っていた船が沈没し、命を落とす。その後、身寄りがなくなったため児童養護施設に預けられ、誰とも馴染めず気象予報にしか関心を持たずに子供時代を過ごした。最終学歴は焼津三中（中卒）。『モーニングZ』のオーディションに合格する以前は静岡県のケーブルテレビで天気を担当していた。
雑誌記事でも美人と評されるルックスで、番組出演時はお仕着せのフェミニンな格好をさせられているが、それ以外はノーメイクで常に黒いポンチョを羽織っている。毎朝風速計を付けた折り畳み自転車で通勤するが、これは風や気温の変化を感じて予報をする彼女にとって必要不可欠なものである。通勤途上や謎解きに向かう場などで、しばしば風に向かって両手を広げ、目を閉じる独特のポーズを取る。
番組の舞台裏やプライベートでも全く愛想がなく、放送中のスタジオからの呼びかけはほぼ無視、遠慮のない言動をするため共演者やスタッフたちの反感を買うことも多い。買い物・友達付き合いといった若い女性らしい行動は皆無で、「愛」のような「予測できないもの」を嫌う。外食もせず、食事は「蜜の味」で取っており、好物は手羽先、もつ煮込み、五色納豆など。疑問があるときは気象図書館に行き、その中にある資料を参考にする。
青木 豪太（あおき ごうた）〈25〉
演 - 大倉忠義
警視庁捜査一課の新人刑事。新人らしい青さや熱さは持っているがどこか抜けており、叱られることに慣れておらず打たれ弱いが素直な面を持つ。まともに事件捜査が出来ず失敗ばかりで、先輩たちからだけではなく一般人からも軽く見られることがしばしばあり、上司・亀岡から「ゆとり」と呼ばれる、ゆとり世代の若者。反面、記憶力に非常に優れ、一度会った人物を何万人かの中から瞬時に識別したり、部屋の中の物の位置を正確に思いだすことができるが、本人はそれを特別な才能だとは思っていない。警察に入ったのは公務員で安定した職業であることと『相棒』に憧れたため。口癖は「えっ?」。雷が苦手。
園部弘之が変死した事件が解決した後、晴子の捜査協力がマスコミにばれてしまい亀岡から会うことや連絡を取ることを禁じられてしまう。天川聡が安倍晴子と対決した事件の捜査では天川を逮捕することに成功したが、捜査手法が問題となり、捜査一課を外され、広報センターに左遷される。最終話で晴子に告白しようとするが、晴子が唐突に「私、三雲先生が好きです」と言ったため出来なかった。
大倉は最終話の語りを担当した。
三雲 三平（みくも さんぺい）
演 - 佐々木蔵之介
警視庁観察医務室監察医。20年以上のキャリアを持つ。プライベートでは独身で「蜜の味」の常連客。皆には「三雲先生」、蜜代には「ぺーさん」と呼ばれる。かつては慶陵大学医学部首席の華やかな秀才法医学研究者で順調なキャリアを築き、女性にもモテていたが、蜜代と結婚したあと、天川聡に彼女を寝取られ、ショックのあまり大学を去り研究の第一線から退いた過去がある。監察医という仕事柄人付き合いも少なく、蜜代に裏切られたトラウマから死体としか会話が出来なくなったが、豪太や現在は良き友人の関係になっている蜜代とはくだけた会話をしている。車の運転が出来ない晴子や青木を彼が車を運転して事件現場に連れて行く。
「お天気お姉さんウォッチャー」である。晴子のファンであり、「晴子姫」や「神」などと呼んで崇拝している。匿名掲示板でも晴子を讃える書き込みをするが、他の参加者に煽られ、書き込むたびに「ジジイ」呼ばわりされている。書き込みもDr.Mikumoというコテハンである。豪太から晴子への恋愛感情らしきものがあると知って動揺するが、若い二人を応援して、豪太の淡白な態度を見かねて情熱的な言葉をかけるなど、晴子への思いを後押しする。最終話で自分に対する晴子の告白を「私には神を愛することはできない」として退けた。
毎回、物語の冒頭あるいは終わりごろに入る「古来、天候を制する者が国を制するといわれてきた。」で始まる語りは三雲、すなわち佐々木の声によるものである。なお、最終話冒頭の語りの出だしは異なる。
橋本 茜（はしもと あかね）
演 - 佐々木希
TV taiyoアナウンサー。『モーニングZ』のMC。通称：モーニングレッド。才色兼備であり、男女を問わず高い人気のある女子アナで番組の看板的存在。プロデューサーの意向に沿い公人としての意識が高く、喉のために温かい紅茶しか飲まず酒も控えている。蜜代にはその姿勢を「中途半端」「つまらない女」と喝破されているが、晴子はそのプロ意識の高さを評価する。私生活ではたびたび電話やメールをよこす謎の男性・風間の影に怯え、直接会ってきっぱりと拒絶したあとも付きまとい行為を受けていた。悩んだ末に晴子に相談し、刑事の青木を紹介するよう頼んだ。風間の策略により葉山にある別荘に拉致されたが、晴子たちに助けられる。
晴子の協調性のない言動をいつもかばい、他の出演者やスタッフに感心されているが、内心には晴子に人気を奪われるのではという焦りを抱えているという設定で、放送前の記者会見などでは二人の「女のバトル」が強調された。

### モーニングZ
朝6:00からスタートする、TV taiyo（テレビ太陽）の朝の情報番組。モグラの「モグゾウ」という公式キャラクターが時刻を知らせる。晴子の天気予報は7:50頃。
加原 陽一郎（かはら よういちろう）
演 - 近江谷太朗
メインMC。番組内コーナーでは「ダンディー加原」を名乗る。壮年の男性アナで生放送によるトラブルのフォローも上手いが、スタッフルームでは原口Pに呼び捨てにされるなど女性上位の番組内社会に押され気味。
古谷 黄子（ふるや おうこ）
演 - 内藤理沙
TV taiyoアナウンサー。新人MC。通称：モーニングイエロー。新人ながら年上の見習いADを「くん」付けで呼ぶなど生意気な性格。
土屋 みどり（つちや みどり）
演 - 野村麻純
TV taiyoアナウンサー。二番手MC。通称：モーニンググリーン。掲示板ではストーカー紛いの者に男性関係を暴かれたことがあるが、懲りずに次の彼氏としてスポーツ選手を狙っている。
原口 蘭（はらぐち らん）
演 - 笛木優子
プロデューサー。染谷には「ランラン」と呼ばれる。仕事は敏腕で、視聴者からの意見や番組の視聴率を常に気にかけている。放送に乱入した晴子をクビにしようとしたが掲示板での評判を見て採用を決め、彼女の無表情キャラを生かそうとする。スタッフの仕事ぶりや出演者の私生活の乱れには厳しく、怒りのあまり鼻血を出したこともある。
染谷 誠二（そめや せいじ）
演 - 野間口徹
お天気担当ディレクター。原口にはよくきつく当たられ、直属の担当である晴子には振り回される。
中島 康二（なかじま）
演 - 鈴木伸之
フロアーAD。晴子がマスコミに追われているとき、着ぐるみを着せて外に出す役割を担当する。
黒沢 すみれ（くろさわ すみれ）
演 - 西田奈津美
AP。
岩本（いわもと）
演 - 河野直樹
AP。
澄乃（すみの）
演 - 梅舟惟永
メイク担当。染谷のいるところによくついていく。
風間 聖一（かざま せいいち）〈38〉
演 - 山中聡（第3話は声のみ / 第4 - 7話）
茜をストーキングする男。茜とは2008年頃にデートを重ね、葉山にある個人所有の別荘にも招待した。その後5年間も会っていなかったが、彼女と付き合っていると思い込んでいる。たびたび電話やメールをよこして茜を脅し、彼女と再会後、晴子のお天気中継に映り込んだり、取材先のエレベーター内で待ち伏せをして、茜に自分の存在をアピールするようになる。さらに茜への付きまとい行為がエスカレートしていき、番組のADに応募し仮採用される。見習いADとしての仕事ぶりは有能だが、それをカモフラージュに悪事の計画を進める。茜を葉山にある別荘に拉致、助けにきた晴子たちに追い詰められる中、木の下で落雷を受けたが奇跡的に助かる。

### 警視庁捜査一課
亀岡 巧（かめおか たくみ）
演 - 高知東生
刑事。豪太の先輩で、彼に刑事としてのノウハウを指導する。晴子のサインを貰って以降、彼女のファンになる。しかし、サインは蜜代が書いたものだと亀岡は気付いていない。
園部弘之が変死した事件が晴子の捜査協力により解決したことがマスコミにばれた後、豪太が晴子と会うことや連絡を取ることを禁止する。最後には豪太が事件を解決し、「ゆとり」を脱したことを認める。
遠藤 壮一（えんどう そういち）
演 - 丸山智己
刑事。豪太の先輩。
八木 圭司（やぎ けいじ）
演 - 川島潤哉
刑事。結婚を控えており、揉め事に巻き込まれ捜査一課から飛ばされるのを恐れている。

### その他
蜜代（みつよ）〈32〉
演 - 壇蜜
晴子の下宿先である佃島のスナック「蜜の味」のママ。姓は倉木（くらき）。営業時は常に和服姿で、けだるい雰囲気を漂わせ、男女の心の機微に詳しい。晴子との間に血縁関係などはないが、「父の知人」と紹介され、最終話において姉妹同然に育った幼馴染であることが判明する。朝に弱く、晴子の出勤と入れ違いに眠るため『モーニングZ』を観たことはない。上野のメイド喫茶で働いた経験のほかに、「コンプライアンス上言えないような過去」がある。かつて三雲と結婚していたが、天川聡と関係を持ったことから結婚生活は破綻し、修羅場の果てに別れる。その後三雲とは良い友人関係を築いている。なお、蜜代は他にも数え切れない修羅場を経験してきたため、再会した天川のことは全く覚えていないと話す。
放送中の5月10日には、番組のPRとしてテレビ朝日本社内の食堂で「蜜の味」を1日限定オープンするイベントが行われ、壇蜜が「蜜の味」のママとして出席している。

### ゲスト

#### 第1話
小杉 珠美（こすぎ たまみ）〈28〉
演 - 吉沢梨絵
バイオリニスト。死体となって工事現場で発見され、頭部を殴打された傷が見つかる。
秋山 眞人（あきやま まさと）
演 - 升毅
珠美と不倫関係にあり、犯行当夜、珠美の住んでいるマンションにいた。
木下 ナヅナ（きのした ナヅナ）
演 - 谷一歩
晴子の前任者のお天気お姉さん。不祥事を起こして解雇され、出演最終日の見せ場を乱入した晴子に持っていかれる。

#### 第2話
小竹 菜々（こたけ なな）〈33〉
演 - 黒川芽以
勇太郎の妻。夫が自殺を図っていた時間帯は友達とカラオケを楽しんでいた。
小竹 勇太郎（こたけ ゆうたろう）〈66〉
演 - 堀内正美
銀座の老舗テーラー小竹二代目社長。車内に練炭を炊いて自殺を図り死亡する。
氷川 秋雄（ひかわ あきお）
演 - 二階堂智
テーラー小竹従業員。経理担当。

#### 第3話
小渕 早苗（こぶち さなえ）〈27〉
演 - 市川由衣
SPHINXX JAPAN役員室秘書。疑似点灯現象により赤信号を見落とした八木刑事が運転する車に危うく轢かれそうになる。
野田 暁美（のだ あけみ）
演 - 平岩紙
早苗の同僚。彼女の自宅の合鍵を持っている。
竹内 隼人（たけうち はやと）
演 - 山本浩司
大創リース会社社員。早苗の元恋人。

#### 第4話
佐藤 寛治（さとう かんじ）
演 - 加部亜門
心臓疾患を患い、東心総合病院に入院している少年。間瀬選手のファンでメールのやり取りで交流し、闘病中の心の支えになっていた。
間瀬 良一（ませ りょういち）〈26〉
演 - 佐藤祐基
マイナーリーグ3A「ミネソタベアーズ」所属の元プロ野球選手。高校卒業後渡米、ミネソタファンの間では「逆さ虹の軌跡を描くホームラン打者」として親しまれていた。
佐藤 美枝
演 - 吉田羊
佐藤寛治の母親。

#### 第5話
駒田 吉雄（こまだ よしお）〈60〉
演 - 鈴木正幸
豪太の中学時代の恩師。7月並みの気候の日に凍死し、その後、榎本が運転する車に轢かれたことで遺体として発見される。
榎本 正行（えのもと まさゆき）〈55〉
演 - 岩松了
駒田の遺体を車で轢いた男。現場近くの高杉台交番に自首したが、駒田の死因が交通事故ではなかったため、罪を問われず一旦釈放された。
榎本 有紗（えのもと ありさ）
演 - 川嶋紗南
正行の娘。1994年6月、中学校教師の引率で同級生数名と三鷹山へ登り、下山中に寒冷前線に見舞われ、急に雨や風が強くなったことで気化熱によって体温が奪われ、低体温症で死亡する。
リチャード・ジャクソン
演 - クリストファー・バティン
映画監督。『チョモランマボーイ』という作品でアカデミー賞受賞。最新作『ハリケーンバスターズ』が間もなく日本で公開するため、宣伝も兼ねて来日する。インタビューに同席した晴子の無表情が気に入り、次回作に出演して欲しいとオファーする。
巡査
演 - 山本裕典
榎本の自首に対応した高杉台交番の巡査。

#### 第6話
来島 百合（くるしま ゆり）〈37〉
演 - 奥貫薫
「リリー来島ヨガスタジオ」インストラクター。刺殺された星野が18歳の頃から交際していた相手。皆世川の河口まで4km付近に自宅兼ヨガ教室がある。
星野 裕也（ほしの ゆうや）〈29〉
演 - 内田讓
来島の元交際相手で、彼女と別れて新しく付き合いだしたこずえと婚約をしていた。皆世川の河口まで6km付近で大量の千円札とナイフが発見された翌日、河口まで7km辺りの河川敷で刺殺遺体として見つかる。
水原 こずえ（みずはら こずえ）〈25〉
演 - 渡辺みなみ
裕也の婚約者。
スギちゃん
演 - 本人
タレント。ドラマ上では過去に杉山という名でラーメン店「男ラーメン野生の叫び」でアルバイトしており、客としてやってきた豪太に会っている。杉山に会ったことを豪太は過去のデータとして覚えていた。

#### 第7話
園部 弘之（そのべ ひろゆき）〈64〉
演 - 山田明郷
日本経済推進連合会会長。経済界の大物。愛人の涼子を安アパートの「たそがれ荘」に囲い、その部屋に密かに大金を隠していた。アパートの住民共用の洋式トイレに頭を突っ込んだ状態で溺死体として発見される。
園部 文子（そのべ あやこ）〈56〉
演 - 朝加真由美
園部の妻。父は現在の警視総監の元上司で、豪太らの捜査に威嚇的な態度を取る。夫がアパートを借り、愛人の涼子を住まわせていたことを知っていた。
倉田 涼子（くらた りょうこ）〈29〉
演 - 安藤聖
園部の愛人。
マキ
演 - ふせえり
「たそがれ荘」の住人。園部の遺体の第一発見者。事件解決後、晴子の捜査協力をマスコミにばらしてしまう。

#### 第8 - 最終話
天川 聡（てんかわ さとる）
演 - 北村有起哉
慶陵大学理工学部地球環境学科主任教授。理学博士。三雲の大学の同期であり、かつて彼の妻だった蜜代を寝取った男。ノーベル賞候補とも目される科学者で、気象学に関する著書『気象を操る人類』では気象は科学的に作り出すことができ、将来気象予報は不要になるという主張をしている。
岩下 陽子（いわした ようこ）〈26〉
演 - 岡野真也
地球環境学研究室大学院生。天川の教え子。六本木高層マンションの一室でミイラ化した遺体で発見される1か月ほど前に、住んでいた東村山のアパートを引き払い失踪している。親兄弟がおらず、普段は真面目で地味な服装の女性だった。
三沢 花子
演 - 稲川実代子（最終話）

## スタッフ
- 脚本 - 大石静
- 音楽 - 末廣健一郎、神坂享輔
- 主題歌 - 関ジャニ∞「へそ曲がり」（インペリアルレコード）[20]
- 音楽プロデュース - 志田博英
- 編集-石川浩通
- CG - 奥田圭一
- タイトルCG - 熊本直樹（EDP）、竹久正記
- スタントコーディネーター - 釼持誠
- 操演 - 早川光
- フードコーディネーター - はらゆうこ
- 振付 - あさづきかなみ
- 気象監修 - 渡邊正太郎（ウェザーマップ）[21]
- 監修医指導 - 三澤章吾
- 企画協力 - 古賀誠一
- プロデューサー補 - 西原宗実、森村愛
- 助監督 - 松川嵩史
- ゼネラルプロデューサー - 内山聖子（テレビ朝日）
- プロデューサー - 中川慎子（テレビ朝日）、山本喜彦（MMJ）
- 監督 - 片山修、植田尚、田村直己
- 制作 - テレビ朝日、MMJ

## エピソードリスト
| 話数 | ラテ欄タイトル 放送回                          | 初回放送日 | 演出     | 視聴率 |
| --- | ---------------------------------------------- | ---------- | -------- | ------ |
| 1 | その“気象トリック”私なら解けます EPISODE 1     | 4月12日    | 片山修   | 11.9%  |
| 連続放火事件の容疑者を職務質問中の捜査一課刑事・青木豪太の前に、無表情で無愛想な黒ずくめの女が現れ、放火魔の正体は「球電」という現象だと説明し去っていく。数日後、その女・安倍晴子は、朝の情報番組『モーニングZ』の天気コーナーに翌日から採用予定にもかかわらず勝手に乱入し、あわやクビになりかけるも番組の掲示板での好反響が考慮されそのまま採用される。全く笑顔を見せずスタッフとも交流しない晴子は「爆弾低気圧女」と呼ばれ人気になる。翌朝、工事現場で小杉珠美の遺体が発見され、彼女の不倫相手・秋山眞人が容疑者として浮上するが、殺害時の悲鳴が聞こえた時刻に彼は犯行現場から離れた小杉のマンションにいた姿を豪太に目撃されており、刑事が容疑者のアリバイを証明してしまう。スナック「蜜の味」で青木が愚痴っているのを漏れ聞いた晴子は、犯行日と同じ気象条件が整う3日後にアリバイを崩す実験をすることを持ちかける。当日、晴子は三雲を小杉のマンション前の歩道、豪太と秋山を遺体発見現場に行かせた上で小杉の部屋のベランダから叫び声を上げ、その声が工事現場まで届き三雲には聞こえないことを確認させる。事件当日の気象条件では大気の逆転層が起きており、これによる音のトンネル現象によって、工事現場ではなくベランダで殺されていた小杉の悲鳴が300m離れた場所まで届いたことを証明して見せたのである。この晴子の推理によって容疑者は罪を認め、豪太は刑事となって初めて犯人を逮捕することができた。 |                                                |            |          |        |
| 2 | 魔のブロッケン現象男は2度殺される!? EPISODE 2  | 4月19日    | 片山修   | 10.1%  |
| テーラーの社長・小竹勇太郎が乗用車内で練炭自殺を図り、一酸化炭素中毒死した遺体で発見される。当日早朝、小竹と年の離れた妻の菜々はそこで発生する光の輪を2人で見ると「永遠の愛に包まれる」という言い伝えを信じてパワースポットといわれる妙霊山に出かけており、その後菜々が友人たちとカラオケに出かけている間に小竹は死んでいた。テーラーの経理・氷川秋雄による小竹が会社の金を横領していたという証言、菜々が小竹の不貞を疑っていたという友人の証言から、浮気相手に貢いだ果ての自殺と捜査陣は考えるが豪太は疑問を抱く。小竹夫妻が撮った「光の輪」の写真を見た晴子はこれがブロッケン現象であるといい、興味を示して豪太と三平を引き連れて妙霊山へ行く。山を登っていた豪太は突然息苦しい感覚に襲われ動けなくなる。晴子に助けられてその場を離れた一行は、近くの村人たちにそれは「ウダル」という妖怪によるものだと言われる。だが、晴子はそれを信じず、再び山に向かう。彼女が採取した「ウダル」出現地付近の土壌には、山で行われていた不法投棄により基準値を超える窒素が含まれ、このため近辺の腐食性二酸化炭素の濃度が上昇していた。「ウダル」もこれが引き起こす呼吸困難が原因だった。さらに物証や豪太の記憶力による発見などから、晴子は犯人が山で小竹を殺害するつもりだったが、小竹が二酸化炭素中毒で倒れて計画が狂ったこと、それに伴う自殺偽装だったことを見抜き犯人の罪を暴く。 |                                                |            |          |        |
| 3 | 念力で人を燃やす女のトリック EPISODE 3         | 4月26日    | 田村直己 | 9.5%   |
| 豪太と先輩刑事たちの乗ったパトカーが、横断歩道で危うく小渕早苗という女性を轢きかける。早苗は刑事たちに対し誰かに頼まれて自分を殺そうとしたのか、と怯えるが、晴子の指摘により運転者が赤信号を疑似点灯現象によって見間違えたためとわかる。翌日、早苗の勤める会社の火の気のない役員室でボヤが起き、彼女は火傷を負う。先日の様子から早苗を心配していた豪太は、彼女と親しい同僚の暁美から、元交際相手の竹内隼人が早苗をしつこく追い回していたことを聞き、彼が火災発生時に現場にいたことを調べストーカーではと疑いを抱く。しかし早苗は被害届の提出を渋り、そのうちに彼女の自室のベランダでも火災が起きる。ついに被害届が出され、豪太らが竹内を事情聴取したが彼は容疑を否認する。晴子は豪太から事件のことを聞き、ガラスやペットボトルなどが太陽の光を集めて火災を起こす収れん火災を発生させるトリックが使われたと推理する。やがて、一連の火災を起こすことができるのは竹内でなく早苗の身近な別の人物だと気付いた晴子は、豪太や三雲とともに早苗の実家に向かい、無理心中を図ろうとする犯人に閉じ込められた彼女を救助する。 一方で、晴子とライバルの立場にある茜には、謎めいた男から頻繁にメールや電話がかかり、不安な表情を見せる。 |                                                |            |          |        |
| 4 | ダストデビル現象!!空から降ってきた男 EPISODE 4 | 5月03日    | 田村直己 | 9.3%   |
| 病院の屋上で、元大リーグ選手の間瀬良一の遺体が発見された。間瀬はケガで球団を解雇されており自殺の可能性が高かったが、転落による脳挫傷が死因にもかかわらず現場の周囲にその屋上より高い建物はなく、捜査陣は間瀬がどこから転落したのかが分からず首を傾げ、事故なのか他殺なのかも不明となる。豪太は「蜜の味」で三雲に相談するが、検死の結果は間違いなく転落死であるという。それを聞いた晴子は、ここ数日の日差しの強さからダストデビルが発生し、間瀬がそれに飛ばされた可能性を指摘する。しかし、現場にはその裏付けとなる他の落下物が発見されなかったことから、晴子はその読みを取り下げる。現場で間違ったことを「反省」していた晴子は入院中の男児・佐藤寛治と出会い、彼が容態を悪くして倒れたときに間瀬のサイン入りホームランボールを持っていることに気付く。寛治の母によれば、重病で入院中の寛治は間瀬のファンで、生前の彼からたびたび励ましを受けていたが、間瀬の死亡日のころから、「（間瀬が）約束を守らなかった」といってふさぎこんでいたという。現役時代の間瀬の打つホームランが「逆さ虹」（環天頂アークの俗称）と呼ばれていたことと、転落当日に歩道橋の近くで間瀬を乗せたタクシー運転手の証言、そして当日寛治にメールを送り会う約束をしていた間瀬の行動から、晴子は彼の死の真実にたどり着き、寛治に対し、死に瀕した間瀬が懸命に約束の屋上までやってきたこと、寛治に約束通り「逆さ虹」を見せようとしていたことを伝えて彼の誤解を解く。 |                                                |            |          |        |
| 5 | 真夏に凍死する男 EPISODE 5                     | 5月10日    | 植田尚   | 10.2%  |
| 豪太の恩師・駒田を車で轢いて死なせたという男・榎本正行が交番に自首する。深夜路上に倒れていた駒田に気付かずに轢いてしまったという。当日の夜、駒田は豪太を含む教え子たちに誘われた退職祝の酒席に出席しており、豪太は死の遠因が遅くまで酒を飲ませすぎた自分たちにあると考え自責の念に駆られる。だが、三雲の検視で死因は交通事故ではなく凍死によるものと分かり榎本は釈放される。当日は7月並みの暑い夜で、凍死など考えにくい状況だったが、晴子は似た気候の日に、ハイキングに出かけた山で急な雨に濡れて体温が奪われ、低体温症を起こして死亡したという20年前の事故例を示す。豪太はどうしてもこの謎を解明したいと考え、晴子と現場を調べるが当日その場所に雨は降っていない。豪太は榎本の自宅を訪ね、その後駒田の家を訪れたとき、駒田の妻から20年前の事故は駒田が引率したもので死亡者は教え子の女子生徒であり、そのことでずっと自分を責めていたと知る。さらにその教え子が榎本の娘であることに気付き、これを恨んだ榎本による殺人と知った晴子と豪太は、娘の墓前で自殺を図ろうとする榎本を必死で止める。娘と同じ状況を起こして駒田の命を奪うために天気予報を利用した榎本に対し、晴子は人間が天候を利用して悪事を働くなど「天が許しません」と怒りを露わにする。刑事たちが榎本の身柄を確保したあと、風に向かって天候を読む晴子の背中を豪太はそっと抱きしめる。 |                                                |            |          |        |
| 6 | 満月を操る女 EPISODE 6                         | 5月17日    | 片山修   | 9.5%   |
| ある日の朝、晴子と蜜代が来島百合の運営するヨガ教室でレッスンを受けている頃、近くを流れる皆世川（みなよがわ）の上流で突然破裂音がし、川面に大量の千円札が浮かぶ。近くにいた者たちが欲にあかせてその札を拾おうとしていたところ、中の一人が川底にあったナイフでケガをする。しかも捜査の結果、ナイフにはケガ人とは別の人物の血液が付いていることが分かる。翌日、川の数km上流の岸で星野裕也という男の刺殺体が発見され、件のナイフが凶器と判明する。彼には婚約者がいたが、年上の元交際相手だった来島と揉めていた。豪太たちは来島の身辺を捜査するが、死亡推定時刻は丁度晴子たちがレッスンを受けていた時間のためアリバイが成立する。だが、晴子は当日が満月であること、それに影響された大潮のために、皆世川が河口から逆流する現象（海嘯）が起きていたことを流しそうめんの装置を使って豪太らに説明し、ナイフが流れに乗って上流に運ばれたと指摘する。さらに遺体の状況から星野が遺体発見現場と別の場所で殺されたことを見抜き、来島のアリバイを崩し逮捕に追い込む。 一方『モーニングZ』では人手不足のためADを募集し、そこへ茜のストーカー・風間が応募し仮採用される。追いつめられた茜は、晴子に刑事の豪太を紹介して欲しいと頼み込む。 |                                                |            |          |        |
| 7 | トイレで感電!!消えた女子アナ EPISODE 7         | 5月24日    | 田村直己 | 9.6%   |
| 茜は晴子に、風間から身を守るため豪太に警護を頼んでほしいという。晴子は原口Pに相談すべきだというが、番組内の立場を気にする茜はそれを嫌がり相談を止めてしまう。 豪太は大物財界人・園部弘之が愛人を囲っている安アパートの共同トイレで変死した事件に向かう。園部はトイレの洋式便器に顔を突っ込んで倒れ便器の水で溺死していた上、遺体の局部に火傷の痕がみつかる。例によって晴子はアパートを調べ、電柱への落雷が建物に侵入し（侵入雷）、建物の電線からトイレの水にまで電流が流れ小用を足していた園部の尿を伝い局部から感電して失神、便器の水に顔を突っ込み溺死したと推測するが、便器の水は少なく倒れただけでその状況になるかについては疑問が残る。 そんな中、風間はロケに出かける茜を葉山の別荘へ連れ去り監禁する。自分との結婚か心中かの二択を迫る風間から辛うじて逃げ出した茜の元に、危険を察知して助けに来た晴子たちがやって来る。晴子は周辺の天候が崩れ雷が発生する中、安全という俗説を信じて茜と高い木の下に隠れようとする風間から茜を奪取し、豪太らにもしゃがむ姿勢をとらせて雷を避ける。風間は木に落ちた雷が近くのものに伝う側撃雷を受けて感電するが命は取りとめ、のちに逮捕される。ことが明らかになり原口に追及され休養を命じられる茜を、晴子は彼女が以前に見せたプロとしての姿勢を褒めてかばい、その後も茜はいつも通り番組に出演する。園部の事件も、結局妻の文子が自首して夫の不貞への怒りから発作的に倒れていた夫の顔を便器に押し込んだと自供し解決するが、晴子が豪太の担当事件解決に関わっていることが現場アパートの住人からマスコミを通して世間に広まってしまう。 |                                                |            |          |        |
| 8 | 最終章!!ミイラになった女子大生 EPISODE 8       | 5月31日    | 植田尚   | 9.3%   |
| 晴子の捜査協力は週刊誌などで取り上げられ、天才お天気お姉さんとして世間の人気はうなぎ登りになるが、捜査一課内部では警察の面子が丸潰れだとして豪太は晴子に会うことを禁じられる。幻日によって太陽が3つあるように見える現象が起きた日、三雲の元にかつて彼の妻であった蜜代を寝取った大学教授・天川聡が突然現れる。天川は晴子の事件解決に興味を示して「蜜の味」を訪れ、彼の研究室の大学院生で1か月前から行方不明になっている岩下陽子を探してくれないかというが、晴子は自分は気象予報士だからといって断る。数日後、六本木の高層マンションの一室から、派手な赤いワンピースを着た女性のミイラ化した遺体が発見され、1か月以上前に扼殺されたあとミイラ化した可能性が高いと判定される。豪太は事件に興味を示した晴子に頼まれ、先輩たちに内緒で現場のマンションを見せるが、その場所は遺体がミイラになる条件とはほど遠い環境で、別の場所でミイラ化した遺体が運ばれた疑いが強くなる。その後DNA鑑定によりその遺体が行方不明の岩下であることが判明する。前に住んでいたアパートを引き払って行方不明になる以前の岩下は地味な服装の真面目な女性で、なぜ死の1か月前に派手な服装で都心のマンションに暮らしていたのかは不明だった。 一方、夜の大学構内では、学生らが岩下の幽霊らしき姿を見かけるようになり、騒ぎになる。天川は再び「蜜の味」を訪れて幽霊の件を話し、晴子は大学内を調べ、幽霊を見た日と同じ気象条件の夜に実験を披露する。当日夜は霧が発生してスライド投影のスクリーンのような状態になり（ミストスクリーン）、そこへ何者かが岩下の写真を映し出して幽霊のように見せていたのである。しかも、学生たちが見た幽霊は遺体と同じ赤いワンピースを着ていて、豪太たちはこの幽霊騒ぎが晴子を試す犯人からの挑戦だと知る。そして捜査一課には、遺体発見の10日前に岩下の姿を見かけたという証言が入る。遺体は10日ほどで1か月経過したミイラの状態になったということになり、捜査陣は混乱に陥る。                                              |                                                |            |          |        |
| 9（最終話） | vs天才科学者!!有罪率100%の最終予報 EPISODE 9   | 6月07日    | 片山修   | 9.2%   |
| 豪太は晴子の推理を聞いて天川が岩下を殺害したと疑いを持つ。天川はそれに対し平然と任意同行に応じ、警視庁で事情聴取を受けるが、岩下が死んだとされる1か月前、天川はワシントンD.C.での学会に参加しており、完全なアリバイがあった。遺体発見10日前に岩下が生きていたというクリーニング店の夫婦の証言も曖昧になってしまい、捜査一課は天川の容疑を立証できず釈放し、亀岡は豪太に自宅謹慎を命じる。晴子は慶陵大学に天川の講義を聴きに行き、人類による天候操作を肯定的に論じる天川に、岩下殺害を立証して見せるように言われ、受けて立つと答える。豪太は単独で再度地道な聞き込みを行い、晴子は気象図書館で人間がミイラになる過程や当日の気候などを調べてゆく。やがて、現場の隣室に住む子供から10日前に岩下の部屋で物音がしたという証言が得られ、再度クリーニング店を訪ねた晴子と豪太は、岩下がその日赤いワンピースをクリーニングに出そうとしたが断られたこと、当日交際相手がワシントンから帰国すると話していたことを知る。そして、亡き父が自宅で作っていた小アジの丸干しからヒントを得た晴子は、再び天川の講義室を訪れる。晴子は岩下の遺体が、室内で丸干しを作るときと同様の特殊な乾燥装置を使い、急激に乾燥させられたものであることを指摘し、豪太は当日帰国したばかりの天川をマンションで目撃した者の証言を突きつける。逆上した天川は、論文の間違いを指摘した岩下に対する理不尽な憎しみと、口止めのためにマンションに囲っていた彼女に結婚を迫られるなど男女関係のもつれがあったことをぶちまけ、殺害を認めて逮捕される。 解決後、豪太は「蜜の味」で三雲に発破をかけられ、晴子に恋心を告白しようと意気込むが、帰宅した晴子は三雲に告白する。三雲は自分にとって「神」である晴子とは恐れ多くて付き合えないとそれを断ってしまい、豪太は結局告白できないまま終わる。その後も晴子はお天気お姉さんを続け、豪太は広報センターに左遷されて子供たちへの交通指導を担当し、再び二人が不思議な事件に挑もうかというところで物語は終了する。 |                                                |            |          |        |

平均視聴率 9.8%（視聴率は関東地区・ビデオリサーチ社調べ）

## 関連商品
ホームメディア
『お天気お姉さん』Blu-ray&DVD
2013年12月3日発売。発売元：テレビ朝日、販売元：ハピネット。
Blu-ray Disc・DVDとも5枚組で特典映像収録。

サウンドトラック
- お天気お姉さん オリジナル・サウンドトラック（2013年6月5日発売、DQC-1093）BounDEE by SSNW